# مفاسيس
مفاسيس هي قرية مغربية غرب المملكة. تنتمي مفاسيس لإقليم خريبكة. تضم هذه الجماعة القروية 5.619 نسمة (إحصاء 2004).